# Lucius Annius Largus (Konsul 147)
Lucius Annius Largus  war ein römischer Politiker und Senator des 2. Jahrhunderts n. Chr.
Die Heimat seiner Familie war wohl Perusia, vielleicht auch Lorium. Sein Vater Lucius Annius Largus war im Jahr 109 Suffektkonsul. Durch die Fasti Ostienses und eine Inschrift ist belegt, dass Largus 147 zusammen mit Gaius Prastina Messalinus das ordentliche Konsulat bekleidete.